# توافقنامه بونپو
توافقنامه بونپو (به ژاپنی: 文保の和談 ぶんぽうのわだん) توافقی در اولین سال بونپو در اواخر دوره کاماکورا (۱۳۱۷) بود که در آن توافق می‌شود
هر دو اصل و نسب از نوادگان امپراتور گو-فوکاکوسا (جناح جیمیوئین) و نوادگان امپراتور کامه‌یاما (جناح دایگاکوجی) به‌طور متناوب به تاج و تخت برسند. (ریوتو تسوریتسو)
توافقی که ظاهراً آن را تصریح می‌کند با این حال، در سال‌های اخیر دیدگاه غالب در محافل دانشگاهی این است که اتفاق نظر وجود ندارد.